# Municipio de Garner (condado de White)
El municipio de Garner (en inglés: Garner Township) es un municipio ubicado en el condado de White en el estado estadounidense de Arkansas. En el año 2010 tenía una población de 553 habitantes y una densidad poblacional de 7,35 personas por km².

## Geografía
El municipio de Garner se encuentra ubicado en las coordenadas 35°6′16″N 91°45′6″O / 35.10444, -91.75167. Según la Oficina del Censo de los Estados Unidos, el municipio tiene una superficie total de 75.25 km², de la cual 74,73 km² corresponden a tierra firme y (0,7 %) 0,53 km² es agua.

## Demografía
Según el censo de 2010, había 553 personas residiendo en el municipio de Garner. La densidad de población era de 7,35 hab./km². De los 553 habitantes, el municipio de Garner estaba compuesto por el 84,09 % blancos, el 1,45 % eran afroamericanos, el 2,71 % eran amerindios, el 0,18 % eran asiáticos, el 10,13 % eran de otras razas y el 1,45 % eran de una mezcla de razas. Del total de la población el 11,39 % eran hispanos o latinos de cualquier raza.